# Leichttraktor
Leichttraktor (VK 31) – niemiecki czołg lekki z okresu międzywojennego. Testowany i produkowany (prototypy) tajnie, dzięki pomocy strony sowieckiej na stepach koło Kazania w zachodniej części Rosji. Po niezbyt udanych testach nie został wprowadzony do produkcji seryjnej.

## Historia
Niemcy nie zamierzali respektować postanowień traktatu wersalskiego, który zabraniał im posiadania broni pancernej, i już wkrótce prowadzili tajne prace z zakresu organizacji i taktyki broni pancernej, szkolenia kadr, a także przystąpili do projektowania i budowy własnych modeli pojazdów pancernych. Jednak zanim pojawiły się pierwsze czołgi, Reichswehra prowadziła intensywne ćwiczenia, mające na celu zgranie współdziałania jednostek piechoty, kawalerii, artylerii i formacji pancernych. W manewrach tych zamiast pojazdów pancernych wykorzystywano makiety czołgów umieszczone na samochodach osobowych. Przełom nastąpił w 1922 roku, kiedy to w Rapallo rząd niemiecki reprezentowany przez ministra Rzeszy dr Waltera Rathenaua oraz Rząd Związku Sowieckiego reprezentowany przez Komisarza Ludowego Cziczerina, podpisali traktat o wzajemnej "współpracy i przyjaźni". Jednym z owoców tego układu było utworzenie w 1926 roku doświadczalnego ośrodka broni pancernej pod Kazaniem, na obszarze zachodniej Rosji nad brzegiem rzeki Kama. W ośrodku tym, nazwanym Panzertruppenschule Kama, w okresie od 1929 do 1933 roku testowane były m.in. prototypy pojazdów Leichttraktor, Grosstraktor oraz Räder-Raupen-Kampfwagen M28.

## Okres projektowania
W 1925 roku dowództwo Reichswehry przekazało firmom Daimler, Krupp oraz Rheinmetall AG specyfikacje według których miały podjąć prace nad budową czołgu o masie 16 ton. W rok później wymagania te skonkretyzowano i zlecono opracowanie dwóch pojazdów które w celach dezinformacyjnych ukryto pod kryptonimem Grosstraktor (duży ciągnik) o wadze 23 t oraz Leichttraktor (lekki ciągnik) o masie od 10 do 12 t. Do konkursu na dostawę czołgu Leichttraktor stanęła firma Rheinmetall AG oraz Krupp. Obaj producenci przy projektowaniu prototypów wzorowali się na wcześniejszym LK II. W dużym przedziale napędowym znajdującym się z przodu zamontowany został silnik z samochodu ciężarowego produkcji Daimler-Benz. Oba prototypowe pojazdy posiadały pancerną osłonę mechanizmów układu przy czym Krupp zastosował do amortyzacji sprężyny śrubowe, a Rheinmetall AG resory piórowe. Różnice występowały również w konstrukcji samej wanny kadłuba: podczas gdy prototyp Rheinmetall AG posiadał pochyło opadającą czołową płytę pancerza, front pojazdu firmy Krupp  posiadał budowę stopniową. Jako uzbrojenie oba pojazdy posiadały działo kal. 37 mm oraz sprzężony karabin maszynowy zamontowane w obrotowej wieży, umieszczonej w tyle pojazdu. W przedziale bojowym oprócz kierowcy, dowódcy i kanoniera znajdowało się również stanowisko radiooperatora. Wokół tyłu kadłuba umocowane były wsporniki na których zamocowana była antena ramowa.
Posiadający zwartą budowę "Leichttraktor" pod względem osiągów porównywany był z brytyjskim odpowiednikiem Mk II, który został w 1925 roku wprowadzony na wyposażenie Royal Tanks Corps jako standardowy czołg. Jednak "Leichttraktor" nie wszedł do produkcji seryjnej, a wady które posiadał – jak słabe chłodzenie silnika, szybko zużywające się gąsienice oraz niezadowalająco niskie możliwości operacyjno-taktyczne – zostały usunięte dopiero w później opracowanym pojeździe doświadczalnym VK 617. Zebrane doświadczenia posłużyły do budowy czołgu Panzerkampfwagen I, który w celach dezinformacyjnych otrzymał kryptonim "Landwirtschaftlicher Schlepper" (ciągnik rolniczy).